# Palaeopsylla miranda
Palaeopsylla miranda är en loppart som beskrevs av Smit 1960. Palaeopsylla miranda ingår i släktet Palaeopsylla och familjen mullvadsloppor. Inga underarter finns listade i Catalogue of Life.